# Сандавагурський камінь
Сандавагурський камінь (фар. Sandavágssteinurin) — рунічний камінь, виявлений у 1917 році в районі міста Сандавагур на Фарерських островах. Камінь зберігається у Сандавагурській церкві.
Сандавагурський камінь датується XIII століття. У рунічних написах на ньому вказується, що у цей час на території сучасного Сандавагура поселився виходець з Ругаланна (на території сучасної Норвегії) Торкіль Онандарсон..

## Текст
Оригінал
|  | Þorkell Ônundar sonr, austmaðr af Rogalandi, bygði þenna stað fyrst |

Переклад українською
|  | Тут проживав виходець зі східного Ругаланну - Торкель Онандарсон |